# 九龍巴士21線
九龍巴士21線是香港九龍市區一條巴士路線，來往牛池灣彩雲邨和紅磡站，每日清晨至午夜為來往彩虹邨、新蒲崗、九龍城、土瓜灣和紅磡等地的乘客提供服務。

## 歷史
- 1978年7月17日：配合彩雲邨落成而投入服務，來往彩雲及九龍城碼頭。
- 1986年4月13日：九龍城區總站由九龍城碼頭伸延至九龍車站（現稱紅磡站）。
- 1991年3月31日：九巴調整車費，全程收費由$1.7增至$1.9，加幅逾11%。
- 1993年4月5日：九巴調整車費，全程收費增至$2.1，加幅逾10.5%。
- 1994年4月1日：九巴調整車費，加幅普遍超過一成，本線全程收費增至$2.5，加幅逾19%。
- 1997年12月1日：九巴調整車費，全程收費由$2.8增至$3.0，加幅逾7%。
- 1999年6月7日：增派空調巴士服務，空調全程收費$4.3，非空調收費維持不變。
- 2002年10月5日：改為全線空調服務，全程收費調整至$4.0。
- 2015年12月31日：增設到站時間預報。
- 2018年2月24日：往紅磡站方向，取消彩虹道「大有街」站，改停「四美街」站[2]。
- 2019年3月3日：紅磡站頭班車提早5分鐘至06:25開出，尾班車延長10分鐘至00:15開出[3]。
- 2021年12月20日：因應港鐵屯馬綫通車而被大幅調減班次，全日只維持20-30分鐘一班，班次平均減幅達23%，為九龍區減幅最多的路線[4][5]。
- 2025年1月20日：由彩雲開出之頭班車時間由05:50提早至05:40。

## 服務時間及班次
| 彩雲開               | 彩雲開      | 彩雲開       | 紅磡站開             | 紅磡站開    | 紅磡站開     |
| 日期                 | 服務時間    | 班次（分鐘） | 日期                 | 服務時間    | 班次（分鐘） |
| -------------------- | ----------- | ------------ | -------------------- | ----------- | ------------ |
| 星期一至五           | 05:40       | 05:40        | 星期一至五           | 06:25-11:25 | 30           |
| 星期一至五           | 06:10-07:25 | 25           | 星期一至五           | 11:25-11:50 | 25           |
| 星期一至五           | 07:25-08:25 | 20           | 星期一至五           | 11:50-23:50 | 30           |
| 星期一至五           | 08:25-23:25 | 30           | 星期一至五           | 00:15       | 00:15        |
| 星期六、日及公眾假期 | 05:40-06:55 | 25           | 星期六、日及公眾假期 | 06:25-23:25 | 30           |
| 星期六、日及公眾假期 | 06:55-23:25 | 30           | 星期六、日及公眾假期 | 23:25-00:15 | 25           |

## 收費
全程：$5.6
| - 本線設有12歲以下小童及65歲或以上長者半價優惠。 - 65歲或以上香港居民使用「樂悠咭」，以及12歲以下合資格殘疾兒童使用「殘疾人士身份」個人八達通繳付車資，均可享有每程$2.0或半價（以較低者為準）的票價優惠；12至64歲合資格殘疾人士使用「殘疾人士身份」個人八達通（包括「樂悠咭」），以及60至64歲香港居民使用「樂悠咭」繳付車資，均可享有每程$2.0或全費（以較低者為準）的票價優惠。 - 65歲或以上長者如使用長者或一般個人八達通繳付車資，則只可享有半價優惠；12至64歲合資格殘疾人士如不使用「殘疾人士身份」個人八達通，以及60至64歲人士如不使用「樂悠咭」繳付車資，必須繳付全費。 - 乘客可以現金或八達通於上車時付款，不設找續。 - 每位成人乘客可免費攜帶最多兩名4歲以下而不佔座位的兒童乘客乘車，超額之4歲以下小童必須繳付小童車費乘車。 - 持有「九巴月票」之乘客在車票有效期內，每日可享最多10程任何九龍巴士及龍運巴士路線（包括本路線，以及聯營路線的九龍巴士／龍運巴士提供的班次；惟乘搭機場「A」及「NA」線則可享原價二七折優惠（不會計算每天10次合資格車程））；而B1線則每日可享最多各2程（不會計算每天10次合資格車程）。 - 九龍巴士、城巴、龍運巴士及陽光巴士全職員工及家屬（不包括外判職員）可免費乘搭本路線，惟必須拍職員或職員家屬八達通。 - 乘客亦可透過多元化電子支付系統（e度嘟）繳付車資，包括使用非接觸式VISA卡、JCB卡、萬事達卡、銀聯卡、美國運通、大來國際、Discover Card、Apple Pay、Google Pay、Samsung Pay、AlipayHK「易乘碼」、支付寶、WeChatHK／微信支付「搭車碼」、銀聯雲閃付「乘車碼」及BOC Pay「乘車碼」。乘客使用此付款方式，使用此支付方式的乘客可享有中途下車之分段收費，以及與其他九巴／龍運獨營路線或聯營線九巴／龍運班次之轉乘優惠，惟不適用於與非九巴／龍運路線之轉乘優惠，亦不能享有「公共交通費用補貼計劃」及「長者及合資格殘疾人士公共交通票價優惠計劃」。 |

### 八達通轉乘優惠
乘客登上本線後150分鐘內以同一張八達通卡轉乘以下路線，或從以下路線登車後150分鐘內以同一張八達通卡轉乘本線，次程可獲$4.2車資折扣優惠：
21←→2A、6D、214
- 21往紅磡站 → 2A或6D往美孚
- 2A往樂華或6D往牛頭角 → 21往彩雲
- 21往彩雲 → 214往油塘
- 214往長沙灣 → 21往紅磡站

21←→91、91M/91P、92
- 21往彩雲 → 91清水灣、91M往寶琳或92往西貢
- 91、91M或92往鑽石山站 → 21往紅磡站

## 用車
現時本線使用6輛富豪B9TL 12米（AVBWU）行走本線。
| 車隊編號 | 車牌   |
| -------- | ------ |
| AVBWU22  | PJ6316 |
| AVBWU36  | PK3161 |
| AVBWU42  | PK2788 |
| AVBWU65  | PV2939 |
| AVBWU67  | PV3284 |
| AVBWU146 | PX6465 |

## 行車路線

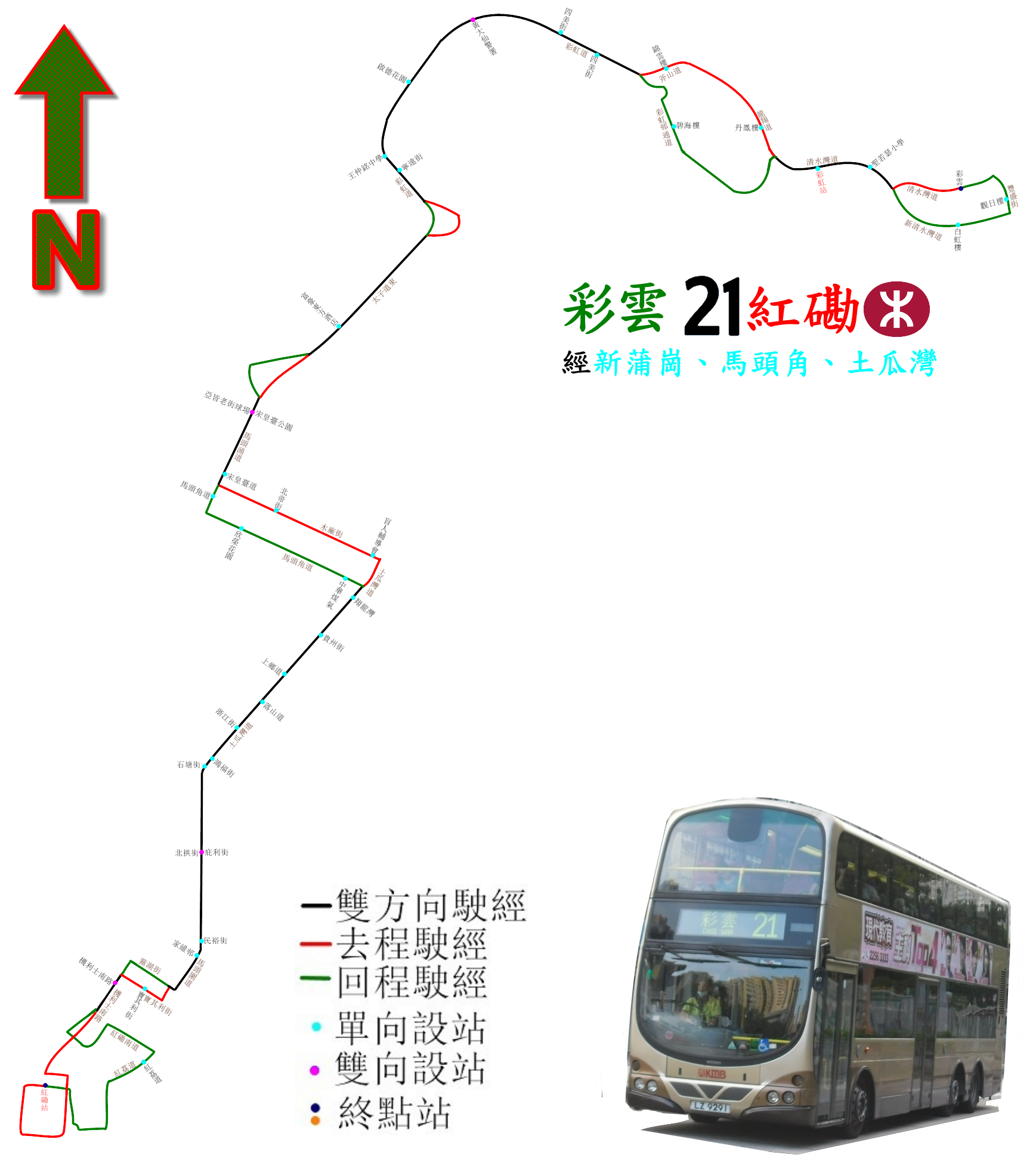
21路線的走線圖

彩雲開經：清水灣道、龍翔道、彩虹道、天橋、太子道東、太子道西、馬頭涌道、木廠街、土瓜灣道、馬頭圍道、蕪湖街、大沽街、寶其利街、機利士南路、暢運道及安運道。
紅磡站開經：暢運道、都會道、天橋、紅荔道、紅磡南道、紅菱街、暢通道、機利士南路、蕪湖街、馬頭圍道、土瓜灣道、馬頭角道、馬頭涌道、太子道西、太子道東、彩虹道、彩虹通道、太子道東、清水灣道、新清水灣道、豐盛街及清水灣道。

### 沿線車站
| 彩雲開 | 彩雲開                           | 彩雲開                 | 紅磡站開 | 紅磡站開                         | 紅磡站開               |
| 序號   | 車站名稱                         | 位置                   | 序號     | 車站名稱                         | 位置                   |
| ------ | -------------------------------- | ---------------------- | -------- | -------------------------------- | ---------------------- |
| 1      | 彩雲巴士總站                     | 彩雲巴士總站           | 1        | 紅磡站巴士總站                   | 紅磡車站公共運輸交匯處 |
| 2      | 牛池灣轉車站－彩虹站（K3）       | 坪石公共運輸交匯處     | 2        | 紅荔道                           | 紅荔道                 |
| 3      | 牛池灣轉車站－彩虹邨丹鳳樓（J1） | 龍翔道                 | 3        | 機利士南路                       | 機利士南路             |
| 4      | 彩虹轉車站－彩虹邨錦雲樓（P3）   | 龍翔道                 | 4        | 家維邨                           | 馬頭圍道               |
| 5      | 四美街                           | 彩虹道                 | 5        | 北拱街                           | 馬頭圍道               |
| 6      | 黃大仙警署                       | 彩虹道                 | 6        | 石塘街                           | 馬頭圍道               |
| 7      | 寧遠街                           | 彩虹道                 | 7        | 浙江街                           | 土瓜灣道               |
| 8      | 九龍城轉車站－宋皇臺公園（C1）   | 馬頭涌道               | 8        | 上鄉道                           | 土瓜灣道               |
| 9      | 宋皇臺道                         | 馬頭涌道               | 9        | 中華煤氣公司                     | 馬頭角道               |
| 10     | 北帝街                           | 木廠街                 | 10       | 欣榮花園                         | 馬頭角道               |
| 11     | 香港盲人輔導會                   | 木廠街                 | 11       | 馬頭角道                         | 馬頭涌道               |
| 12     | 翔龍灣                           | 土瓜灣道               | 12       | 亞皆老街球場                     | 馬頭涌道               |
| 13     | 貴州街                           | 土瓜灣道               | 13       | 九龍城轉車站－富豪東方酒店（A9） | 太子道東               |
| 14     | 落山道                           | 土瓜灣道               | 14       | 王仲銘中學                       | 彩虹道                 |
| 15     | 鴻福街                           | 土瓜灣道               | 15       | 啟德花園                         | 彩虹道                 |
| 16     | 庇利街                           | 馬頭圍道               | 16       | 黃大仙警署                       | 彩虹道                 |
| 17     | 民裕街                           | 馬頭圍道               | 17       | 大有街                           | 彩虹道                 |
| 18     | 寶其利街                         | 寶其利街               | 18       | 彩虹轉車站－彩虹邨碧海樓（M2）   | 彩虹通道               |
| 19     | 機利士南路                       | 機利士南路             | 19       | 牛池灣轉車站－牛池灣街市（F2）   | 清水灣道               |
| 20     | 紅磡站巴士總站                   | 紅磡車站公共運輸交匯處 | 20       | 彩雲邨白虹樓                     | 新清水灣道             |
|        |                                  |                        | 21       | 彩雲邨觀日樓                     | 豐盛街                 |
| 22     | 彩雲巴士總站                     | 彩雲巴士總站           |          |                                  |                        |

## 使用情況
21線與多條巴士路線重疊，儘管車費便宜，客量仍只屬一般。
 根據配合觀塘綫延綫通車的公共交通服務重組計劃的數據顯示，本線於港鐵觀塘綫延綫通車後，最繁忙半小時平均載客率由2016年1月至3月的56.8%上升至66%，2017年1月至2月上升至68.5%。

## 外部連結
- 九巴21線 （页面存档备份，存于）
- 681巴士總站－九巴21線 （页面存档备份，存于）
- 九巴路線掛牌表